# Општина Смени (Бузау)
Смени (рум. Smeeni) општина је у Румунији у округу Бузау.
Општина се налази на надморској висини од 73 m.